# حمل و نقل (فیلم)
حمل و نقل (انگلیسی: La bisarca) فیلمی در ژانر علمی–تخیلی به کارگردانی جورجو سیمونلی است که در سال ۱۹۵۰ منتشر شد.

## بازیگران
- پپینو د فیلیپو
- لیدا بارووا
- گالئاتسو بنتی
- کارلو کامپانینی
- سلیا ماتانیا
- پل مولر
- سیلوانا پامپانینی
- آرولدو تیری
- انریکو ویاریزیو
- برونو کورلی
- کی مدفورد
- فرانکو پشه
- نیه‌تا زوکی
- ماریا دوناتی
- آرماندو میلیاری
- تینو بواتسلی
- ویرجیلیو رینتو
- آرتورو براگالیا
- جولیو دونینی
- ویتوریو سانیپولی
- ماریو سیلتی